# Усолка (приток Иртыша)
Усо́лка, старица Усолка — старица в Павлодаре, ответвление Иртыша.
Река протекает по территории города рядом с новым Усольским микрорайоном, поэтому на берегу реки часто отдыхают горожане. Во́ды реки используются многими садоводческими кооперативами для полива выращиваемых культур.
В 2008 году по решению паводковой комиссии Усолка недополучила две трети вод, из-за чего был сокращён разлив реки с положенных 60 дней до 22. Кроме того река была ограничена насыпной дамбой. В итоге из-за этих мер, а также из-за сильнейшей летней жары река практически пересохла. Позже река почти вошла в норму и на ней даже был сделан пляж.
В 2017 году был построен автомобильный мост, который впоследствии неоднократно ремонтировался.
Название происходит от местности, где в начале XVIII века купец-солепромышленник Н. Коряков стал ссыпать добытую им соль из Коряковского озера в устье протоки, лежащей «у соли», отсюда и название «Усолка».